# Urcos
A cidade peruana de Urcos é a capital da Província de Quispicanchi, situada no Departamento de Cusco, pertencente a Região de Cusco, Peru.